# Magomiedbiek Alijew
Magomiedbiek Dairbiekowicz Alijew (ros. Магомедбек Даитбекович Алиев, ur. 14 maja 1967 w Machaczkale) – radziecki, a potem rosyjski judoka. Olimpijczyk z Barcelony 1992, gdzie zajął 34. miejsce w wadze lekkiej.
Startował w Pucharze Świata w 1991. Brązowy medalista mistrzostw Europy w 1991 i dwukrotnie pierwszy w zawodach drużynowych. Trzeci na MŚ wojskowych w 1992. Trzeci na mistrzostwach WNP w 1992. Mistrz ZSRR w 1991; drugi w 1990 roku.

## Letnie Igrzyska Olimpijskie 1992
| Konkurencja | Eliminacje                  | Klas. końcowa |
| Konkurencja | Przeciwnik I                | Miejsce       |
| ----------- | --------------------------- | ------------- |
| 71 kg       | Chaliuny Boldbaatar (MGL) P | 34.           |